# Kukačka červenozobá
Kukačka červenozobá (Zanclostomus javanicus) je druh kukačky, která se vyskytuje v pevninské i ostrovní části jihovýchodní Asie. Jedná se o jediného zástupce rodu Zanclostomus.

## Systematika
Za taxonomickou autoritu druhu se považuje americký přírodovědec Thomas Horsfield, jenž kukačku popsal v roce 1821. Rozeznávající se následující 2 poddruhy:
- Z. j. pallidus Robinson & Kloss, 1921 − Malajský poloostrov, Sumatra, Borneo;
- Z. j. javanicus (Horsfield, 1821) − Jáva.

Druhové jméno javanicus znamená jávský.

## Výskyt
Kukačka červenozobá je druhem tropické jihovýchodní Asie. Vyskytuje se na Borneu, Sumatře, Jávě a Malajském poloostrově. Habitat druhu tvoří sušší lesy, stálezelené i částečně opadavé lesy nížinatých a mírně kopcovitých oblastí. Vyskytuje se i při lesních okrajích a dobře toleruje i sekundární les a křoviny a může dokonce obývat i kakaové, blahovičníkové nebo albíziové plantáže. Vyskytuje se maximálně do 1200 m n. m., převážně je však druhem nižších poloh.

## Popis

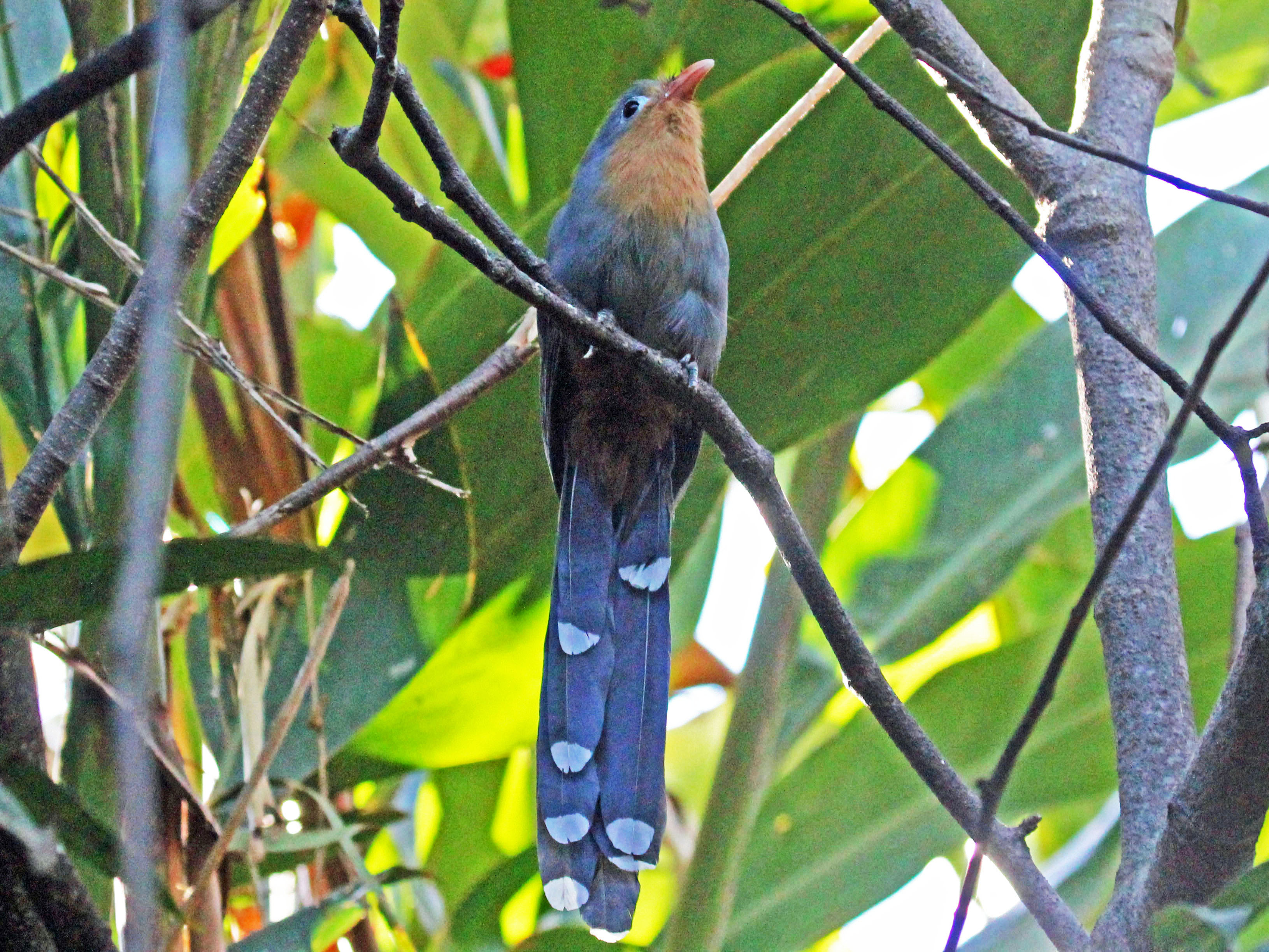
Kukačka červenozobá s patrnými postupně prodlužujícími ocasními pery s bílými konečky

Tato středně velká kukačka dorůstá do délky 42−44 cm. Korunka a šíje jsou šedé, hřbet a svrchní strana křídel tmavě šedé se zeleným odleskem. Od tváří přes hrdlo po horní část hrudi je opeření sytě oranžové až červenohnědé, načež peří přechází do šedé, která pokrývá spodní část hrudi, boky i horní část břicha. Spodní část břicha a spodní ocasní krovky jsou tmavě oranžovohnědé. Ocasní pera jsou postupně prodlužující a jsou zakončena bíle. Zobák je načervenalý, hřeben horní čelisti je někdy tmavý. Nohy jsou modrošedé až nazelenavé. Duhovky jsou hnědé až červené nebo bělavé. Kolem očí je patrný neopeřený fialovomodrý oční kroužek.

## Biologie
Živí se větším hmyzem jako jsou cikády, strašilky, housenky, sarančata, kobylky, švábi, brouci, okřídlení termiti nebo kobylky. Nepohrdne ani pavouky nebo korýši.

### Hnízdění
Jedná se o monogamní druh. Doba hnízdění nastává v závislosti na lokaci mezi únorem a červencem. Hnízdo představuje neforemná talířovitá struktura z větviček. Samice klade 2 křídově zbarvená vejce o rozměru 29×23 mm.

## Ohrožení
Mezinárodní svaz ochrany přírody (IUCN) považuje kukačku červenozobou za málo dotčený druh se stabilní populací, která nicméně nebyla kvantifikována. Druh se patrně nevyskytuje v příliš velkých počtech a v mnoha oblastech je považován ze neobvyklý až vzácný.